# ザ・ストレス
「ザ・ストレス」は、森高千里の6枚目のシングル。1989年2月25日発売。4枚目のアルバム『見て』収録曲「ストレス」の別バージョンが収録されている。また、安倍なつみによるカバーシングルが2006年に発売されている。

## オリジナル盤

### 内容
ジャケットには、ウェイトレス姿の森高が写っていて、CDシングル盤、アナログ盤、カセットシングルでそれぞれ異なるポーズのショットが採用されておりジャケット写真が違っている。アナログ盤は本作品で最後の発売となっていて稀少盤でもあり、フリマやオークションサイト、中古レコード市場などではプレミア価格で取引されている。
ちなみに発売当時話題になったジャケットやPVのウェイトレス姿はタイトルの「ストレス」とコスプレの「ウェイトレス」をかけたと言われており、『ザ・ベストテン』の今週のスポットライトで初出演時にはコート姿で登場して歌唱時にはコートを脱ぎ、ジャケットと同じウェイトレス姿を披露して、『オールナイト・フジ』など当時その他の歌番組でも同様にウェイトレス姿で歌唱披露している。森高も『月刊カドカワ』などのインタビュー内で『当時はウェイトレス姿で変な歌を歌ってる子がいると視聴者に言われた事もあったが、とにかく注目されて目立ちたかったし私の名前を世間に覚えてもらえたかった。』とも語っている。

### 収録曲
1. ザ・ストレス -ストレス 中近東バージョン-
作詞：森高千里 作曲・編曲：斉藤英夫
2. ユルセナイ
作詞：森高千里 作曲・編曲：斉藤英夫

## 安倍なつみ盤
「ザ・ストレス」は、安倍なつみの7枚目のシングル。2006年6月28日発売。

### 概要
- 上述のように森高千里の同曲のカバーである[1]。
- 日本コカ・コーラ「ジョージアGABA」TVCM使用曲。実際に使われたのはアカペラバージョンである。

### 収録曲
全作詞：森高千里　全作曲：斉藤英夫
1. ザ・ストレス
編曲：上野圭市　ホーンアレンジ：竹上良成
2. ザ・ストレス (危機Version)
編曲：土肥真生
3. ザ・ストレス (shakabone HIDE Remix)
リミックス：shakabone HIDE
4. ザ・ストレス (アカペラVersion)
5. ザ・ストレス (オリジナルカラオケ)

## 収録アルバム
- 見て
- ザ・森高（ザ・森高ヴァージョンで収録）
- 森高ランド（森高ランド・ヴァージョンで収録）
- The Best Selection of First Moritaka 1987-1992
- ザ・シングルス
- UHQCD THE FIRST BEST SELECTION '87～'92